# Sümeghy Mihály (zalai főjegyző)

Sümeghy Mihály zalai főjegyző címeres viaszpecsétje.

Sümeghy Mihály (fl. 1716–1727), Zala vármegye főjegyzője, törökverő vitéz, földbirtokos.

## Családja és származása
A zalai nemesi származású lovászi és szentmargitai Sümeghy családnak az alapítója. 1716. július 20-án a zalai közgyűlése helyettes aljegyzővé nevezte ki nemes Sümeghy Mihályt addig is, ameddig a főispán urat nem tájékoztatják a választásokról. 1716. szeptember 8-án hivatalosan Zala vármegye főjegyzője lett. A már nemesi származású Sümeghy Mihály a török korszak alatti vitézsége jutalmául III. Károly magyar királytól 1717. július 16-án címereres nemesi levelet kapott adományban. Sümeghy Mihály nagy valószínűseggel a középkor óta létező zalai nemesi Rédey másképp Sümeghy családnak a sarja lehetett, amelynek az ősei Rhédey Mihály és István 1570. november 23-án címeres-levelet szereztek adományban I. Miksa magyar királytól; Ez a család hol Rédeyként, hol Sümeghy-ként szerepelt az évszázadok során. A zalai főjegyzői tisztséget 1727. augusztus 4-éig töltötte be.

## Élete
Sümeghy Mihály és Foky Judit házassága révén az alsó- és felsőbagodi földbirtok részek jutottak a Sümeghy család kezébe mivel apósa Foky János egykor megvásárolta. Sümeghy Mihály és családja Bagodban lakott, ahol tágas barokk kúriát építettek. 1727. február 17-én Sümeghy Mihály apósával Foky Jánossal együtt, Skublics Sándort (1695–1754) perelte be, aki két évvel korábban a Bagod melletti Csatfán földbirtokrészt vásárolt boczföldi Visy Istvántól, de a felpereseket, azaz a szomszédokat nem értesítette erről előzőleg, és így nem tudták volna az elővételi jogukat érvényesíteni. Mivel ez a helyzet sértette az ország törvényeit, Sümeghy Mihály és Foky János igazságszolgáltatást követeltek a királyi ítélőtáblától.

## Házassága és leszármazottjai
Sümeghy Mihálynak feleségül vette a római katolikus nemesi származású Foky családból való Foky Judit (Bágyog, 1700. november 7 – ?) kisasszonyt, akinek az apja nemes Foky János (fl. 1696–1729), bagodi és kányavári földbirtokos, 1704-ben a keszői vár kuruc kapitánya, Károlyi Sándor bizalmas embere, majd Vas vármegye alispánja 1724 és 1729 között. Foky János alispánnak a nagybátyja Foky Dániel (1626–1695), 1688 és 1691 között Bécs városának a polgármestere volt. Foky Juditnak az anyja a kisbarnaki Farkas családból való kisbarnaki Farkas Judit (fl. 1687–1702) volt, akinek a szülei kisbarnaki Farkas Gábor (fl. 1673), földbirtokos és rábahídvégi Horváth Anna (fl. 1705) voltak. Sümeghy Mihályné Foky Juditnak az anyai nagyapai dédanyja a dunántúli Zichy család köznemesi ágának a sarja, kibarnaki Farkas Mihályné zicsi Zichy Dorottya (fl. 1624) volt, akinek a szülei zicsi és zajki Zichy Mihály (fl. 1583–1641), Sopron vármegyei szolgabíró, Vas vármegye szolgabírája, földbirtokos, és domölki Dömölky Katalin voltak. Zichy Mihály szolgabírónak a szülei zicsi Zichy György (fl. 1548–1604), Moson és Vas vármegye alispánja, földbirtokos és asszonyfalvi Ostffy Anna (fl. 1527–1558) voltak. Kisbarnaki Farkas Mihályné Zichy Dorottyának az első fokú unokatestvére gróf zicsi és vázsonkeöi Zichy István (1616–1692) tárnokmester volt. Sümeghy Mihályné Foky Juditnak a fivérei Foky Benedek (1697–1753) vasvári olvasókanonok, tatai apát, prépost, valamint Foky László (1687–1762), rábahídvégi, bázai földbirtokos, akinek a neje hertelendi Hertelendy Teréz volt. Foky László és Hertelendy Teréz egyik unokája báró Foky Zsigmond (1770–1823.) zalai ezredeskapitány az 1809-es Napóleoni háborúkban, huszár őrnagy, Katonai Mária Terézia-rend lovagja. Sümeghy Mihály főjegyző és Foky Judit frigyéből született:
- Sümeghy Erzsébet (Alsóbagod, 1719. augusztus 23. – ?). Férje: ákosházi Sárkány István (fl. 1729–1752), esküdt, kapornaki főszolgabíró, földbirtokos.
- Sümeghy Anna. Férje: ákosházi Sárkány Imre, földbirtokos.
- Sümeghy József (fl. 1743–1747), táblabíró, földbirtokos. Felesége: prosznyákfalvi Prosznyák Éva (Rábahídvég, 1725. január 24. – Gyulakeszi, 1779. április 16.)
- Sümeghy Ferenc (Alsóbagod, 1723. április 14. – ?), táblabíró, földbirtokos. Felesége: pókafalvi Póka Marianna (1728 – Alsóbagod, 1797. február 14.). Sümeghy Ferenc és Póka Marianna egyik fia: Sümeghy József (1757–1832), királyi tanácsos, Zala vármegye alispánja, táblabíró, a zalai aulikusok egyik vezetője, földbirtokos; lányuk: Sümeghy Judit (1754–1820), akinek a férje boldogfai Farkas János (1741–1788), Zala vármegyei Ítélőszék elnöke, Zala vármegye főjegyzője, hites ügyvéd, földbirtokos.
- Sümeghy Magdolna (Alsóbagod, 1724. november 24. – ?)